# Don Gregorio

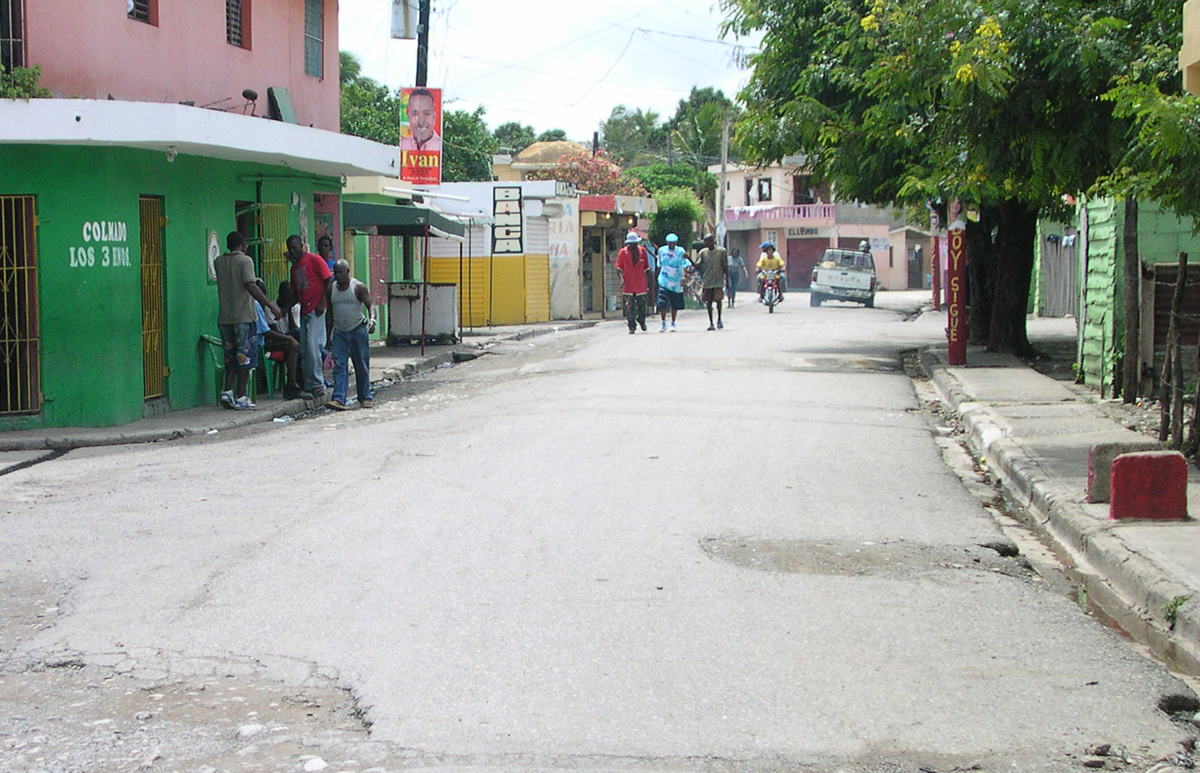
Don Gregorio.

Don Gregorio es un pueblo en el Municipio de Nizao, República Dominicana. Es el segundo pueblo más poblado en el Municipio de Nizao en la Provincia Peravia y está localizado en el rincón sudeste del Municipio, en la desembocadura del Río de Nizao. Don Gregorio fue elevado a sección municipal el primero de enero de 1945, cuando Nizao se elevó de Distrito Municipal a la categoría de Municipio por el Congreso Nacional Dominicano. 
Don Gregorio es un pueblo agrícola rico en tierras cultivables y un productor inmenso de jugadores de béisbol. Wilton Guerrero, Jesús Sánchez, y Vladimir guerrero, son dongregorienses que ha jugado en el béisbol de grandes ligas en los Estados Unidos. 
Don Gregorio es también el hogar del primer congresista que representa al Municipio de Nizao en la Cámara de diputados de la República Dominicana, Lic. Glovis Reyes Aglón. También esta comunidad ha producido tres de los cinco síndicos que han sido electos en el joven municipio de Nizao.

## Personas destacadas
- Vladimir Guerrero pelotero de Grandes Ligas y exaltado al Salón de la Fama de la MLB

- Marileidy Paulino Atleta De Atletismo 400 Metros Y Medallista De Oro En París 2024